# Ортоклаз
Ортокла́з (от др.-греч. ὀρθός «прямой» + κλάσις «трещина»: название дано в 1823 году Августом Брейтгауптом за прямой угол (90°) между плоскостями спайности) — широко распространённый породообразующий минерал из класса силикатов, одна из разновидностей полевых шпатов (калиевый полевой шпат).
В состав ортоклаза входят оксид калия (K2O) — 16,9 %, оксид алюминия (Al2O3) — 18,4 %, диоксид кремния (SiO2) — 64,7 %, также часто присутствует несколько процентов оксида натрия (Na2O). Может содержать изоморфные примеси: Na, Ba, Rb, Fe2+, Ca и др.

## Происхождение
Ортоклаз, как и другие кали-натриевые полевые шпаты, встречается главным образом в кислых, иногда в средних по кислотности изверженных породах. Породообразующий минерал гранитов, сиенитов, некоторых древних эффузивов и гнейсов. Иногда встречается в сиенитовых пегматитах (Ильменские и Вишнёвые горы на Урале). 

## Формы
Изредка находится в виде совершенных кристаллов, представляющих собой чистый, прозрачный, слегка желтоватый камень, который встречается главным образом на Мадагаскаре.
Образует двойники: бавенские, карлсбадские и манебахские. Может образовывать псевдоморфозу по лейциту. При трансформации ортоклаза чаще всего образуется каолинит.

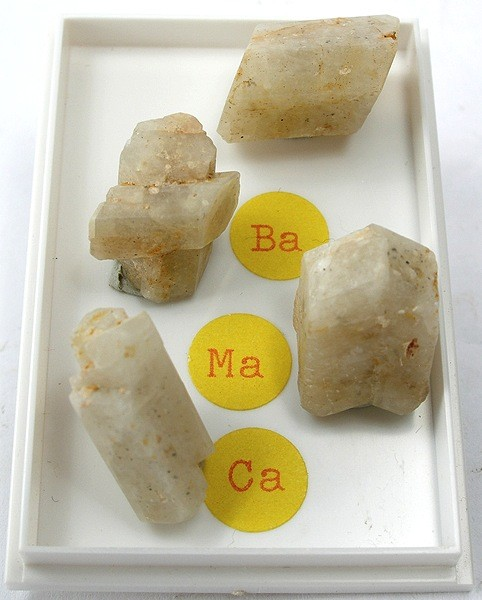
Сверху вниз: простой кристалл ортоклаза, бавенский двойник, манебахский двойник, карлсбадский двойник

## Практическое значение
Применяется как сырьё для производства фарфора и электрокерамики. Большого значения как ювелирный и поделочный материал не имеет. Прозрачные, бесцветные или жёлтые ортоклазы иногда подвергают огранке как любопытную коллекционную редкость.